# Trachyjulus rivicola
Trachyjulus rivicola är en mångfotingart som först beskrevs av Carl Graf Attems 1930.  Trachyjulus rivicola ingår i släktet Trachyjulus och familjen Cambalopsidae. Inga underarter finns listade i Catalogue of Life.